# Liste der Kellergassen in Langenzersdorf
Die Liste der Kellergassen in Langenzersdorf führt die Kellergassen in der niederösterreichischen Gemeinde Langenzersdorf an.
| Foto |                 | Kellergasse | Standort                    | Beschreibung |
| ---- | --------------- | ----------- | --------------------------- | --- |
| ja   | Datei hochladen | Kellergasse | KG: Langenzersdorf Standort | Die Kellergasse befindet sich an einer Geländekante im nördlichen Hintaus. Sie besteht aus 23 Gebäuden auf 400 Metern Länge, davon aber zehn Wohnbauten. Die 13 Keller sind teils traufständig, teils in Schildmauerform. |

| Foto:                    | Fotografie der Kellergasse (Gesamtheit). Klicken des Fotos erzeugt eine vergrößerte Ansicht. Daneben finden sich zwei Symbole: \| Weitere Bilder vorhanden \| Das Symbol bedeutet, dass weitere Fotos des Objekts verfügbar sind. Durch Klicken des Symbols werden sie angezeigt. \| \| Eigenes Foto hochladen \| Durch Klicken des Symbols können weitere Fotos des Objekts in das Medienarchiv Wikimedia Commons hochgeladen werden. \| |
| Name:                    | Bezeichnung der Kellergasse |
| Standort:                | Es ist die Katastralgemeinde (KG) angegeben. Durch Aufruf des Links Standort wird die Lage der Kellergasse in verschiedenen Kartenprojekten angezeigt. |
| Beschreibung             | Kurze Beschreibung der Kellergasse |
| Weitere Bilder vorhanden | Das Symbol bedeutet, dass weitere Fotos des Objekts verfügbar sind. Durch Klicken des Symbols werden sie angezeigt. |
| Eigenes Foto hochladen   | Durch Klicken des Symbols können weitere Fotos des Objekts in das Medienarchiv Wikimedia Commons hochgeladen werden. |